# Любовньянска-Врховина
Любовньянска-Врховина (словац. Ľubovnianska vrchovina) — горный массив на территории Спиша в восточной Словакии, часть Восточных Бескид. Наивысшая точка — гора Эльяшовка, 1023 м у города Стара-Любовня.